# أبو بكر رعاية الدين شاه
السلطان أبو بكر رعاية الدين المعظم شاه بن السلطان عبد الله المعتصم بالله شاه (29 مايو 1904 - 5 مايو 1974)، هو سلطان فهغ الحديثة الرابع.

## سيرته
ولد في 29 مايو 1904 في بيكان، وكان الابن الثاني للسلطان عبد الله المعتصم بالله شاه من زوجته كالسوم بنت عبد الله. خلف والده في عام 1932، وسرعان ما أصبح معروفًا كحاكم ودود من قبل رعاياه. خلال الاحتلال الياباني لملايا، شجع حركات المقاومة بسرية مثل «عسكر الوطنية»، و«القوة 136» وجيش شعب الملايو.
كان يميل للزواج من الممثلات والمطربات المشهورات، وكان أقل شعبية مع حكام الملايو الآخرين، ورُفض خمس مرات أن يكون يانغ دي برتوان أغونغ ماليزيا. توفي يوم الأحد 5 مايو 1974 في تمام الساعة 12:44 صباحًا في بيكان عن عمر يناهز 69 عامًا وخلفه ابنه أحمد شاه.